# ドミニク・クーパー
ドミニク・クーパー（Dominic Cooper, 1978年6月2日 - ）は、イギリスの俳優。

## 略歴
ロンドンのLondon Academy of Music and Dramatic Artで演劇を学び、2000年に卒業。主にイギリスで舞台、テレビ、映画で活躍している。2004年にアラン・ベネットの舞台『The History Boys』を香港、シドニー、ウェリントン、ブロードウェイで行った。この作品でイヴニング・スタンダード英国賞などにノミネートされた。2011年の『デビルズ・ダブル -ある影武者の物語-』では1人2役に挑戦した。この映画に対し、著名な評論家であるロジャー・イーバートは「全ての賞賛はドミニク・クーパーに向けられるべきであり、また今よりもっと賞賛されてよい」と絶賛した。

## 私生活
2008年公開のミュージカル映画『マンマ・ミーア!』での共演をきっかけにアマンダ・サイフリッドと交際していたが、2010年に破局した。
2010年初めから、俳優ルース・ネッガと交際。2人が最初に出会ったのは舞台『フェードル』においてであった。クーパーとネッガはロンドン、プリムローズ・ヒルで同棲していた。2人は約6年間交際した。ただし、ネッガは、2018年4月にマスコミが初めて2人の破局を報道した際、マスコミが事実を知るのに何年もかかったことに注目している。
2018年12月、ブリティッシュ・ファッション・アウォードで、クーパーはカップルとして初めてジェンマ・チャンと公に登場した。

## 主な出演作品

### 映画
| 年   | 日本語題 原題                                                                        | 役名                               | 備考                        |
| ---- | ------------------------------------------------------------------------------------ | ---------------------------------- | --------------------------- |
| 2001 | フロム・ヘル From Hell                                                               | 巡査3                              |                             |
| 2003 | アガサ・クリスティー・コレクション 忘られぬ死 Sparkling Cyanide                      | アンディ・ホフマン                 | テレビ映画                  |
| 2005 | プルートで朝食を Breakfast on Pluto                                                  | ディスコの新兵                     |                             |
| 2006 | ヒストリーボーイズ The History Boys                                                  | デイキン                           | 日本劇場未公開              |
| 2008 | DATSUGOKU -脱獄- The Escapist                                                        | レイシー                           | 日本劇場未公開              |
| 2008 | マンマ・ミーア! Mamma Mia!                                                           | スカイ                             |                             |
| 2008 | ある公爵夫人の生涯 The Duchess                                                       | チャールズ・グレイ                 |                             |
| 2009 | 17歳の肖像 An Education                                                              | ダニー                             |                             |
| 2009 | 大暴落 サブプライムに潜む罠 Freefall                                                 | デイヴ                             | テレビ映画                  |
| 2010 | タマラ・ドゥルー 〜恋のさや当て〜 Tamara Drewe                                       | ベン・サージェント                 | 日本劇場未公開              |
| 2011 | デビルズ・ダブル -ある影武者の物語- The Devil's Double                               | ウダイ・フセイン、ラティフ・ヤヒア |                             |
| 2011 | キャプテン・アメリカ/ザ・ファースト・アベンジャー Captain America: The First Avenger | ハワード・スターク                 |                             |
| 2011 | マリリン 7日間の恋 My Week with Marilyn                                              | ミルトン・グリーン                 |                             |
| 2012 | リンカーン/秘密の書 Abraham Lincoln: Vampire Hunter                                  | ヘンリー・スタージス               |                             |
| 2013 | デッドマン・ダウン Dead Man Down                                                     | ダーシー                           |                             |
| 2013 | 2月の夏 Summer in February                                                           | AJ・マニングス                     | 日本劇場未公開              |
| 2014 | ダウト・ゲーム Reasonable Doubt                                                      | ミッチ・ブロックデン               | 日本劇場未公開              |
| 2014 | ニード・フォー・スピード Need for Speed                                              | ディーノ・ブリュースター           |                             |
| 2014 | ドラキュラZERO Dracula Untold                                                        | メフメト2世                        |                             |
| 2015 | ミス・シェパードをお手本に The Lady in the Van                                       | 俳優                               |                             |
| 2015 | マイ・ベスト・フレンド Miss You Already                                              | キット                             |                             |
| 2016 | ウォークラフト Warcraft                                                              | レイン王                           |                             |
| 2017 | コードネーム:ストラットン Stratton                                                   | ジョン・ストラットン               |                             |
| 2017 | パリへの逃避行 The Escape                                                            | マーク                             | 日本劇場未公開、WOWOWで放映 |
| 2018 | マンマ・ミーア! ヒア・ウィー・ゴー Mamma Mia! Here We Go Again                       | スカイ                             |                             |
| 2022 | ザ・プリンセス The Princess                                                          | ジュリウス                         |                             |
| TBA  | Cry from the Sea                                                                     | Seamus                             | インプロダクション          |

### テレビシリーズ
| 年         | 日本語題 原題                                                   | 役名                       | 備考                                       |
| ---------- | --------------------------------------------------------------- | -------------------------- | ------------------------------------------ |
| 2008       | ジェーン・オースティンの「分別と多感」 Sense and Sensibility    | ウィロビー                 | ミニシリーズ 計3話出演                     |
| 2014       | ジェームズ・ボンドを夢見た男 Fleming: The Man Who Would Be Bond | イアン・フレミング         | ミニシリーズ 主演、計4話出演               |
| 2015-2016  | エージェント・カーター Agent Carter                             | ハワード・スターク         | 計5話出演                                  |
| 2016-2019  | プリーチャー Preacher                                           | ジェシー                   | 主演兼製作総指揮（シーズン3-4） 計43話出演 |
| 2021, 2024 | ホワット・イフ...? What If...?                                  | ハワード・スターク         | 声の出演                                   |
| 2020       | SPY CITY 〜ベルリン 1961〜 Spy City                             | フィールディング・スコット | ミニシリーズ 主演、計6話出演               |
| 2024       | マイ・レディ・ジェーン My Lady Jane                             | シーモア卿                 | 計8話出演                                  |